# 星のうつわ
「星のうつわ」（ほしのうつわ）は、スキマスイッチの22枚目のシングル。

## 解説
- 21stシングル「パラボラヴァ」から2週間ぶりのリリース。前シングルからのインターバルとしては最短である。
- 初回生産限定盤・期間生産限定盤・通常盤の3種類同時発売。初回盤のCDはBlu-spec CD2仕様であるほか、DVDが付属されている。
- 期間生産限定盤は『NARUTO -ナルト-』描き下ろし紙ジャケット仕様。
- 全国ツアー「スキマスイッチ TOUR 2015 "SUKIMASWITCH"」ライブ&バックステージに招待他、スペシャル・グッズが抽選で当たる3作連動特典応募券封入。
- 6thアルバム『スキマスイッチ』と同時発売。

## 収録曲
- 全作詞・作曲：スキマスイッチ

1. 星のうつわ
  - 全国東宝系映画『THE LAST -NARUTO THE MOVIE-』主題歌[1]
  - テーマは「受け継ぐこと」[2]。
  - 制作にあたっては「成長した主人公うずまきナルトの心を表現するような、優しくて力強い大きな世界観」「恋愛ソングでないことと壮大なイメージ」という依頼を受けていたことを明かしている[1][3]。
  - 歌詞の叩き台は常田が担当し「見た目は壮大だけど、実はすごく小さいことを歌いたい」と考えて制作したと語っている[2]。
  - メロディーの叩き台は大橋が担当した[3]。
  - アレンジのモチーフはオフコースの「さよなら」[4]
  - タイトルについては、歌詞を書く際に「親から何を受け取って、何を残していくのか」「満杯の水を持って生まれ、すべてなくなったときに死が訪れる」と考えたことから、水を貯める「うつわ」をイメージして付けられた[2]。
  - 『THE LAST -NARUTO THE MOVIE-』の主題歌の依頼を受けて書き下ろされた楽曲だが、作品の影響を受けすぎないよう、台本を読まずに制作された[4]。
  - MVは、リアルタイムに3DのCGを作成していくという最新技術を利用して撮影された[5]。
2. 快楽のソファー（仮）2014 ver.
  - デビュー前の2002年に制作したデモにアレンジを加えたもの[3]。
  - ライブで演奏されたことも音源化されたこともなく、本作への収録により初披露となった[3]。
  - メロディの一部が10thシングル「マリンスノウ」のカップリング曲である「回想目盛」と一致する。2007年の時点で、回想目盛について「原型は数年前に存在していたがお蔵入りになっていた」と語っている[6]。
3. ミッドナイト・グッドモーニン!!のテーマ（instrumental）
4. スキマスイッチのミッドナイト・グッドモーニン!!
  - ラジオ番組風のトーク・コンテンツ。
5. 星のうつわ（backing track）

## 初回特典DVD収録内容
- 「スキマスイッチのミッドナイト・グッドモーニン!! THE MOVIE」

## 7inchアナログ盤
- 2014年にリリースした22ndシングル「星のうつわ」のアナログ盤。
- 自身が立ち上げたアナログ専門レーベル「KU-KAN RECORDS」からの第二弾リリース作品[7]。
- 完全限定盤。
- 33回転仕様。
- 「マリンスノウ/回想目盛」、「Ah Yeah!!/夏のコスモナウト」との同時リリース。
- 2020年2月～9月にリリースされた全25タイトルの「特典引換券」を集めて送ることで7インチ収納BOXがプレゼントされる。

### 収録曲
全作詞・作曲：スキマスイッチ

#### SIDE A
1. 星のうつわ

#### SIDE B
1. 快楽のソファー(仮)2014 ver.

## ライブ映像作品
| 曲名                                   | 発売年 | 作品名                                                                                             |
| -------------------------------------- | ------ | -------------------------------------------------------------------------------------------------- |
| 星のうつわ                             | 2015年 | スキマスイッチ TOUR 2015 “SUKIMASWITCH”-SPECIAL-THE MOVIE                                          |
| 星のうつわ                             | 2020年 | スキマスイッチ TOUR 2019-2020 POPMAN'S CARNIVAL vol.2 THE MOVIE                                    |
| 星のうつわ                             | 2021年 | スキマスイッチ2021ライブ&ドキュメンタリーfor DELUXE                                                |
| 星のうつわ                             | 2023年 | 「スキマスイッチ “Live Full Course 2022” 〜 20年分のライブヒストリー 〜」（2022.12.22 日本武道館） |
| 快楽のソファー（仮）                   | -      | -                                                                                                  |
| ミッドナイト・グッドモーニン!!のテーマ | -      | -                                                                                                  |

## 収録アルバム
| 曲名                                   | 発売年 | 作品名                                                | 分類         |
| -------------------------------------- | ------ | ----------------------------------------------------- | ------------ |
| 星のうつわ                             | 2014年 | スキマスイッチ                                        | オリジナル   |
| 星のうつわ                             | 2015年 | スキマスイッチ TOUR 2015 “SUKIMASWITCH”SPECIAL        | ライブ       |
| 星のうつわ                             | 2020年 | スキマスイッチ TOUR 2019-2020 POPMAN'S CARNIVAL vol.2 | ライブ       |
| 星のうつわ                             | 2020年 | スキマノハナタバ 〜Smile Song Selection〜             | コンセプト   |
| 星のうつわ                             | 2021年 | SUKIMASWITCH Anime Songs                              | プレイリスト |
| 星のうつわ                             | 2023年 | POPMAN'S WORLD -Second-                               | ベスト       |
| 快楽のソファー（仮）                   | 2016年 | POPMAN'S ANOTHER WORLD                                | ベスト       |
| ミッドナイト・グッドモーニン!!のテーマ | 2016年 | POPMAN'S ANOTHER WORLD                                | ベスト       |